# Agenesia de la vena cava inferior
En  medicina, la agenesia (/ eɪdʒɛnəsəs / ) se refiere a la ausencia congénita de un órgano o parte de él  debido a la ausencia de tejido primordial y a la ausencia de desarrollo embrionario. Existen, lo que se conoce como "Tipos de anomalía de la vena cava inferior (VCI)", que pueden ser: 
1.- Vena renal izquierda retroaórtica.
2.- Vena renal izquierda circumaórtica.
3.- Doble VCI infrarrenal.
4.- VCI infrarrenal Izquierda.
5.- Continuación de la vena ácigos o hemiácigos, y
6.- "Ausencia de vena cava inferior" como tal (agenesia).
Las "anomalías" congénitas de la VCI, son resultado de la persistencia o regresión anormal de una de las venas embrionarias precursoras. 
Son raras (prevalencia de 0.3-0.5%) y generalmente son hallazgos incidentales que pueden pasar desapercibidos.
Adecuado es, que el hallazgo incidental o no, sea reportado al médico pertinente para que éste evalúe si es necesario tratamiento quirúrgico, o no; ya que se habla de trombosis venosa como una posible complicación.